# Kanton Brienne-le-Château
Der Kanton Brienne-le-Château ist ein französischer Wahlkreis im Département Aube in der Region Grand Est. Er umfasst 53 Gemeinden aus den Arrondissements Bar-sur-Aube und Troyes, sein bureau centralisateur ist Brienne-le-Château. Im Rahmen der landesweiten Neuordnung der französischen Kantone wurde er im Frühjahr 2015 erheblich erweitert.

## Gemeinden
Der Kanton besteht aus 53 Gemeinden mit insgesamt 13.734 Einwohnern (Stand: 1. Januar 2022) auf einer Gesamtfläche von 665,70 km²:
| Gemeinde                     | Einwohner 1. Januar 2022 | Fläche km² | Dichte Einw./km² | Code INSEE | Postleitzahl | Arrondissement |
| ---------------------------- | ------------------------ | ---------- | ---------------- | ---------- | ------------ | -------------- |
| Arrembécourt                 | 47                       | 7,12       | 7                | 10010      | 10330        | Bar-sur-Aube   |
| Assencières                  | 189                      | 7,39       | 26               | 10014      | 10220        | Troyes         |
| Aulnay                       | 110                      | 10,44      | 11               | 10017      | 10240        | Bar-sur-Aube   |
| Bailly-le-Franc              | 36                       | 6,00       | 6                | 10026      | 10330        | Bar-sur-Aube   |
| Balignicourt                 | 57                       | 13,06      | 4                | 10027      | 10330        | Bar-sur-Aube   |
| Bétignicourt                 | 33                       | 3,18       | 10               | 10044      | 10500        | Bar-sur-Aube   |
| Blaincourt-sur-Aube          | 98                       | 5,79       | 17               | 10046      | 10500        | Bar-sur-Aube   |
| Blignicourt                  | 43                       | 4,27       | 10               | 10047      | 10500        | Bar-sur-Aube   |
| Bouy-Luxembourg              | 248                      | 12,04      | 21               | 10056      | 10220        | Troyes         |
| Braux                        | 113                      | 15,21      | 7                | 10059      | 10500        | Bar-sur-Aube   |
| Brévonnes                    | 667                      | 19,77      | 34               | 10061      | 10220        | Troyes         |
| Brienne-la-Vieille           | 386                      | 16,21      | 24               | 10063      | 10500        | Bar-sur-Aube   |
| Brienne-le-Château           | 2.703                    | 21,56      | 125              | 10064      | 10500        | Bar-sur-Aube   |
| Chalette-sur-Voire           | 128                      | 5,64       | 23               | 10073      | 10500        | Bar-sur-Aube   |
| Chavanges                    | 580                      | 29,79      | 19               | 10094      | 10330        | Bar-sur-Aube   |
| Courcelles-sur-Voire         | 23                       | 4,90       | 5                | 10105      | 10500        | Bar-sur-Aube   |
| Dienville                    | 821                      | 20,34      | 40               | 10123      | 10500        | Bar-sur-Aube   |
| Donnement                    | 73                       | 11,24      | 6                | 10128      | 10330        | Bar-sur-Aube   |
| Dosches                      | 312                      | 20,64      | 15               | 10129      | 10220        | Troyes         |
| Épagne                       | 131                      | 3,94       | 33               | 10138      | 10500        | Bar-sur-Aube   |
| Géraudot                     | 339                      | 16,74      | 20               | 10165      | 10220        | Troyes         |
| Hampigny                     | 220                      | 9,49       | 23               | 10171      | 10500        | Bar-sur-Aube   |
| Jasseines                    | 160                      | 16,29      | 10               | 10175      | 10330        | Bar-sur-Aube   |
| Joncreuil                    | 96                       | 10,55      | 9                | 10180      | 10330        | Bar-sur-Aube   |
| Juvanzé                      | 35                       | 4,94       | 7                | 10183      | 10140        | Bar-sur-Aube   |
| Lassicourt                   | 53                       | 7,73       | 7                | 10189      | 10500        | Bar-sur-Aube   |
| Lentilles                    | 128                      | 17,18      | 7                | 10192      | 10330        | Bar-sur-Aube   |
| Lesmont                      | 301                      | 9,92       | 30               | 10193      | 10500        | Bar-sur-Aube   |
| Magnicourt                   | 85                       | 7,89       | 11               | 10214      | 10240        | Bar-sur-Aube   |
| Maizières-lès-Brienne        | 160                      | 9,50       | 17               | 10221      | 10500        | Bar-sur-Aube   |
| Mathaux                      | 212                      | 12,44      | 17               | 10228      | 10500        | Bar-sur-Aube   |
| Mesnil-Sellières             | 574                      | 8,43       | 68               | 10239      | 10220        | Troyes         |
| Molins-sur-Aube              | 103                      | 6,26       | 16               | 10243      | 10500        | Bar-sur-Aube   |
| Montmorency-Beaufort         | 142                      | 9,38       | 15               | 10253      | 10330        | Bar-sur-Aube   |
| Onjon                        | 260                      | 22,31      | 12               | 10270      | 10220        | Troyes         |
| Pars-lès-Chavanges           | 47                       | 8,50       | 6                | 10279      | 10330        | Bar-sur-Aube   |
| Pel-et-Der                   | 128                      | 13,18      | 10               | 10283      | 10500        | Bar-sur-Aube   |
| Perthes-lès-Brienne          | 63                       | 3,63       | 17               | 10285      | 10500        | Bar-sur-Aube   |
| Piney                        | 1.417                    | 70,98      | 20               | 10287      | 10220        | Troyes         |
| Précy-Notre-Dame             | 68                       | 4,53       | 15               | 10303      | 10500        | Bar-sur-Aube   |
| Précy-Saint-Martin           | 179                      | 6,57       | 27               | 10304      | 10500        | Bar-sur-Aube   |
| Radonvilliers                | 326                      | 23,29      | 14               | 10313      | 10500        | Bar-sur-Aube   |
| Rances                       | 46                       | 3,81       | 12               | 10315      | 10500        | Bar-sur-Aube   |
| Rosnay-l’Hôpital             | 160                      | 12,47      | 13               | 10326      | 10500        | Bar-sur-Aube   |
| Rouilly-Sacey                | 388                      | 19,48      | 20               | 10328      | 10220        | Troyes         |
| Saint-Christophe-Dodinicourt | 32                       | 4,87       | 7                | 10337      | 10500        | Bar-sur-Aube   |
| Saint-Léger-sous-Brienne     | 386                      | 13,52      | 29               | 10345      | 10500        | Bar-sur-Aube   |
| Saint-Léger-sous-Margerie    | 52                       | 6,58       | 8                | 10346      | 10330        | Bar-sur-Aube   |
| Unienville                   | 108                      | 11,79      | 9                | 10389      | 10140        | Bar-sur-Aube   |
| Val-d’Auzon                  | 364                      | 27,58      | 13               | 10019      | 10220        | Troyes         |
| Vallentigny                  | 186                      | 15,74      | 12               | 10393      | 10500        | Bar-sur-Aube   |
| Villeret                     | 64                       | 3,25       | 20               | 10424      | 10330        | Bar-sur-Aube   |
| Yèvres-le-Petit              | 54                       | 8,35       | 6                | 10445      | 10500        | Bar-sur-Aube   |
| Kanton Brienne-le-Château    | 13.734                   | 665,70     | 21               | 1005       | –            | –              |

Bis zur landesweiten Neuordnung der französischen Kantone im März 2015 gehörten zum Kanton Brienne-le-Château die 25 Gemeinden Bétignicourt, Blaincourt-sur-Aube, Blignicourt, Brienne-la-Vieille, Brienne-le-Château, Courcelles-sur-Voire, Dienville, Épagne, Hampigny, Lassicourt, Lesmont, Maizières-lès-Brienne, Mathaux, Molins-sur-Aube, Pel-et-Der, Perthes-lès-Brienne, Précy-Notre-Dame, Précy-Saint-Martin, Radonvilliers, Rances, Rosnay-l’Hôpital, Saint-Christophe-Dodinicourt, Saint-Léger-sous-Brienne, Vallentigny und Yèvres-le-Petit. Sein Zuschnitt entsprach einer Fläche von 245,49 km2. Er besaß vor 2015 den INSEE-Code 1006.
Von 1849 bis 1880 hieß der Kanton Brienne-Napoléon.

## Politik
| Vertreter im Departementrat | Vertreter im Departementrat     | Vertreter im Departementrat |
| Amtszeit                    | Namen                           | Partei                      |
| --------------------------- | ------------------------------- | --------------------------- |
| 2001–2011                   | Nicolas Dhuicq                  | UMP                         |
| 2011–2015                   | Jean-Marie Coutord              | DVD                         |
| 2015–                       | Jean-Marie Coutord Joëlle Pesme | DVD                         |

## Bevölkerungsentwicklung
| 1962 | 1968 | 1975 | 1982 | 1990 | 1999 | 2006 | 2011 |
| ---- | ---- | ---- | ---- | ---- | ---- | ---- | ---- |
| 8185 | 8958 | 8607 | 8474 | 8043 | 7590 | 7755 | 7702 |